# Feller Hof

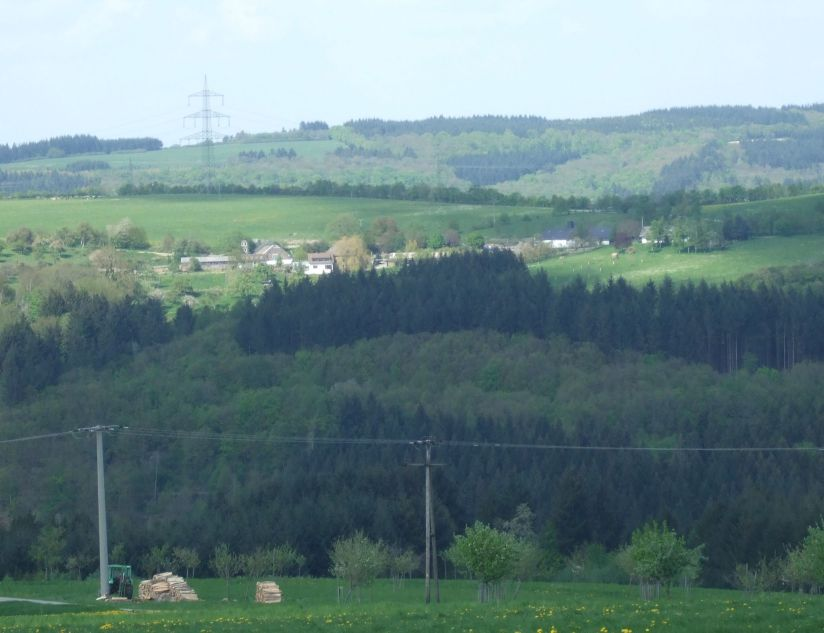
Feller Hof

Der Feller Hof ist ein Gemeindeteil von Fell (Mosel) im Landkreis Trier-Saarburg in Rheinland-Pfalz.
Das Anwesen fungierte zeitweise als Ausflugslokal mit Bauernhof, Restaurant, Biergarten und einer Quarter-Horse-Zucht.
Heute befindet sich dort die Westernreitanlage Feller Hof.

## Geografische Lage
Der Hof liegt etwa 400 Meter über NHN auf dem Bergrücken zwischen dem Feller Bachtal und dem Nossernbachtal in der Nähe des Premiumwanderweges Schiefer-Wackenweg. Er ist umgeben vom FFH-Gebiet Fellerbachtal.

## Geschichte
Das Areal war in keltischer Zeit bereits bewohnt, was aufgefundene Mühlsteine aus der Zeit um etwa 500 v. Chr. belegen. Im 12. Jahrhundert wird der Hof im Eigentum der Maximiner Burgherren erstmals schriftlich erwähnt, er gelangte später an die Trierer Vereinigten Hospitien und kam nach der Säkularisation durch Napoleon in Privatbesitz.
Besitzer seither waren die Familien Adams, Johänntges, Zunker, Kruskop, Steinbach und Portz.

## Sehenswürdigkeiten
Beim Feller Hof befindet sich ein als Spolie eingemauerter Wappenstein mit dem Wappen des Abtes Nicetius Andreae von Sankt Maximin und der Datierung 1701.